# يويا أوساكو
يويا اوساكو (باليابانية: 大迫勇也)؛ مواليد 18 مايو 1990 في كاغوشيما، كاغوشيما، كاغوشيما، اليابان، هو لاعب كرة قدم ياباني يلعب لنادي ميونخ 1860 ومنتخب اليابان لكرة القدم كمهاجم. سبق له أن لعب في كأس العالم لكرة القدم مع منتخب بلاده. بدأ يويا اوساكو مسيرته الرياضية عام 2009.

## مسيرته الكروية
لعب يويا أوساكو خلال مسيرته الاحترافية مع 4 أندية في اثنا عشر موسمًا وسجل خلالها 72 هدفًا ضمن 311 مباراة. حيث فاز في موسم واحد بالكأس وفي موسم واحد بالدوري.
خاض يويا أوساكو مسيرته مع نادي كاشيما أنتلرز في موسم 2009 ليلعب معه خمسة مواسم، مشاركًا في 139 مباراة سجل خلالها 40 هدف. ثم انتقل إلى نادي ميونخ 1860 في موسم 2013–14 لمدة موسم واحد، حيث شارك في 15 مباراة سجل خلالها 6 أهداف. لينتقل بعدها إلى نادي كولن في موسم 2014–15 ليلعب معه أربعة مواسم، مشاركًا في 108 مباراة سجل خلالها 15 هدفًا. ثم انتقل إلى نادي فيردر بريمن في موسم 2018–19 ولمدة موسمين، مشاركًا في 49 مباراة سجل خلالها 11 هدفًا.

## روابط خارجية
- يويا أوساكو على موقع الاتحاد الدولي (مؤرشف)  (الإنجليزية)
- يويا أوساكو على موقع الاتحاد الآسيوي (الإنجليزية)
- يويا أوساكو على موقع رابطة كرة القدم اليابانية للمحترفين (اليابانية)
- يويا أوساكو على موقع إي إس بي إن إف سي (الإنجليزية)
- يويا أوساكو على موقع قاعدة بيانات كرة القدم.إي يو (الإنجليزية)
- يويا أوساكو على موقع بيانات كرة القدم. دي إي (الألمانية)
- يويا أوساكو على موقع ليكيب (الفرنسية)
- يويا أوساكو على موقع ناشيونال فوتبول تيمز (الإنجليزية)
- يويا أوساكو على موقع Soccerbase.com (لاعب) (الإنجليزية)
- يويا أوساكو على موقع Soccerway.com (الإنجليزية)